# Neonitocris ealensis
Neonitocris ealensis är en skalbaggsart som beskrevs av Stefan von Breuning 1950. Neonitocris ealensis ingår i släktet Neonitocris och familjen långhorningar. Inga underarter finns listade i Catalogue of Life.